# Shaobing
El shaobing es un pan plano a capas horneado, con o sin sésamo por encima, típico de la cocina china. Puede contener varios rellenos que se agrupan en dos sabores principales: dulces y salados. En la tradición mandarina, el shaobing se sirve con hot pot (huǒguō) en invierno.
El shaobing también se usa como pan con youtiao (油條), un hojaldre frito, para elabora un sándwich llamado shāobǐng yóutiáo (烧饼油條) que suele comerse con leche de soja caliente para desayunar y es muy popular en el norte de la China continental y Taiwán.
- Datos: Q3269618
- Multimedia: Shaobing / Q3269618